# フォック空間
フォック空間 (フォックくうかん、英: Fock space, 露: пространство Фока)とは、くりこまれたパラメータを持つ自由粒子の集まりでできたヒルベルト空間のことである。個数演算子の固有ベクトルで張られた空間とも言える。
最初にフォック空間を導入したソビエトの物理学者ウラジミール・フォックにちなんで命名された。

## 概要
場の量子論は、ヒルベルト空間の次元だけでなく自由度も無限大である。よってヒルベルト空間{\displaystyle {\mathcal {H}}}をどのように構成するのかという問題が生じる。そこで一般的に、扱いたい状態を含んで、かつ、物理量が無駄なく既約に表現される空間に{\displaystyle {\mathcal {H}}}を選ぶのが普通だが、その場合によく用いられるのがフォック空間である。いつもフォック空間が適切なヒルベルト空間となる保証は無いのだが、便利なのでよく用いられる。

## 定義
フォック空間は１粒子ヒルベルト空間のテンソル積の直和で作られるヒルベルト空間として定義される。
{\displaystyle F_{\nu }(H)=\bigoplus _{n=0}^{\infty }S_{\nu }H^{\otimes n}}
ここで {\displaystyle S_{\nu }}は演算子で、ボゾンならば空間を対称的{\displaystyle (\nu =+)}にし、フェルミオンなら空間を反対称的{\displaystyle (\nu =-)}にする。{\displaystyle H}は１粒子ヒルベルト空間である。